# Gattico
Gattico là một đô thị ở tỉnh Novara ở vùng Piedmont của Ý, tọa lạc cách 100 km về phía đông bắc của Torino và khoảng 30 km về phía bắc của Novara. Tại thời điểm ngày 31 tháng 12 năm 2004, đô thị này có dân số 3.267 người và diện tích là 16,1 km².
Đô thị Gattico có các frazioni (đơn vị trực thuộc, chủ yếu là các làng) Maggiate Superiore and Maggiate Inferiore. Gattico giáp các đô thị: Borgomanero, Comignago, Invorio, Oleggio Castello, Paruzzaro, và Veruno.